# 一溴化二碲
一溴化二碲是一种无机化合物，化学式为Te2Br。它是碲的几个稳定低价溴化物之一。碲不像硫和硒，可以生成一类聚合低卤化物，其中卤素/氧族元素的比例少于2。

## 制备和性质
Te2Br是灰色晶体。在它的结构中有一个Te原子链，里面有Br佔桥连位。在近215 °C的温度下将碲和适量的溴共热，可以制备这个化合物。已知存在所对应的氯化物和碘化物，Te2Cl和Te2I。
碲的其他溴化物包括黄色液体Te2Br2、橙色固体TeBr4，以及绿黑色固体TeBr2。TeBr2(硫脲)2之类的配合物的性质也已得到充足研究。